# باريس روبيه للسيدات 2021
باريس روبيه للسيدات 2021 (بالفرنسية: Paris-Roubaix Femmes 2021)‏ هو سباق دراجات هوائية، وهو الموسم رقم 1 من باريس روبيه للسيدات، وأقيم في 2 أكتوبر 2021، وامتدّ لمسافة 116.4 كيلومتر، وهو أحد سباقات طواف العالم للدراجات للسيدات 2021، وشارك فيه 132 متسابقاً ووصل إلى نهايته 61 متسابقاً.
فاز بالمركز الأول ليزي ديجنان، وبالمركز الثاني ماريان فوس، وبالمركز الثالث إليسا ونغو بورغيني.

## الفرق
| فرق سيدات عالمية (9)- ألي بي تي سي ليوبليانا 2021 ‏ - Liv AlUla Jayco ‏ - كانيون إس آر إيه إم راسينغ 2021 ‏ - فريق سنويب للسيدات 2021 ‏ - FDJ–Suez ‏ - ليف ريسينغ 2021 ‏ - موفيستار للسيدات 2021 ‏ - إس دي وركس 2021 ‏ - Lidl–Trek (women's team) ‏ فرق دراجات قارية سيدات (13)- اركيا للسيدات 2021 ‏ - Ceratizit Pro Cycling ‏ - كووب-هايتك برودكتس 2021 ‏ - دولتشيني فان إيك بروكسيموس 2021 ‏ - دروبز-لي كول 2021 ‏ - جامبو فيسما للسيدات 2021 ‏ - لوتو سودال للسيدات 2021 ‏ - إن إكس تي جي ريسينغ 2021 ‏ - باركهوتل فالكنبورغ 2021 ‏ - بيبينك 2021 ‏ - شارينت ماريتايم سيكلينج للسيدات سيكلينج 2021 ‏ - EF Education–Tibco–SVB ‏ - فالكار سيلانس 2021 ‏ |  |
| |  |

## المشاركون
| فالكار سيلانس ‏ VAL | فالكار سيلانس ‏ VAL   | فالكار سيلانس ‏ VAL |
| ------------------ | -------------------- | ------------------ |
| م                  | عداء                 | مرتبة              |
| 1                  | إليسا بالسامو (طريق) | 57                 |
| 2                  | كيارا كونسوني        | 30                 |
| 3                  | Vittoria Guazzini ‏   | لم يكمل السباق     |
| 4                  | إيلينا بيروني        | لم يكمل السباق     |
| 5                  | Ilaria Sanguineti ‏   | لم يكمل السباق     |
| 6                  | Margaux Vigié ‏       | 51                 |

| Lidl–Trek (women's team) ‏ TFS | Lidl–Trek (women's team) ‏ TFS | Lidl–Trek (women's team) ‏ TFS |
| ----------------------------- | ----------------------------- | ----------------------------- |
| م                             | عداء                          | مرتبة                         |
| 11                            | Ellen van Dijk                | 32                            |
| 12                            | Audrey Cordon-Ragot           | 8                             |
| 13                            | Lizzie Deignan                | 1                             |
| 14                            | Lauretta Hanson ‏              | 52                            |
| 15                            | إليسا ونغو بورغيني (طريق)     | 3                             |
| 16                            | تريكسي ووراك                  | لم يكمل السباق                |

| جامبو فيسما للسيدات ‏ TJV | جامبو فيسما للسيدات ‏ TJV | جامبو فيسما للسيدات ‏ TJV |
| ------------------------ | ------------------------ | ------------------------ |
| م                        | عداء                     | مرتبة                    |
| 21                       | ماريان فوس               | 2                        |
| 22                       | Teuntje Beekhuis ‏        | 17                       |
| 23                       | آنا هندرسون              | 28                       |
| 24                       | رومي كاسبر               | 18                       |
| 25                       | ريجان ماركوس             | 34                       |
| 26                       | Jip van den Bos ‏         | لم يكمل السباق           |

| إس دي وركس ‏ SDW | إس دي وركس ‏ SDW             | إس دي وركس ‏ SDW |
| --------------- | --------------------------- | --------------- |
| م               | عداء                        | مرتبة           |
| 31              | Chantal van den Broek-Blaak | 10              |
| 32              | إيلينا سيتشيني              | 25              |
| 33              | جولين ديهور                 | لم يكمل السباق  |
| 34              | كريستين ماجروس (طريق)       | 11              |
| 35              | ايمي بيترز (طريق)           | 14              |
| 36              | Lonneke Uneken ‏             | 53              |

| ليف ريسينغ ‏ LIV | ليف ريسينغ ‏ LIV    | ليف ريسينغ ‏ LIV |
| --------------- | ------------------ | --------------- |
| م               | عداء               | مرتبة           |
| 41              | لوت كوبيكي (طريق)  | 15              |
| 42              | Valerie Demey ‏     | 56              |
| 43              | أليسون جاكسون      | 24              |
| 44              | Jeanne Korevaar ‏   | لم يكمل السباق  |
| 45              | Evy Kuijpers ‏      | لم يكمل السباق  |
| 46              | Sabrina Stultiens ‏ | لم يكمل السباق  |

| موفيستار للسيدات ‏ MOV | موفيستار للسيدات ‏ MOV    | موفيستار للسيدات ‏ MOV |
| --------------------- | ------------------------ | --------------------- |
| م                     | عداء                     | مرتبة                 |
| 51                    | أنيميك فان فليوتن (طريق) | لم يكمل السباق        |
| 52                    | أود بيانيك               | 21                    |
| 53                    | باربرا جوارشي            | 49                    |
| 54                    | شيلا جوتيريز             | 46                    |
| 55                    | Emma Norsgaard           | 6                     |
| 56                    | ليا توماس                | 12                    |

| Ceratizit Pro Cycling ‏ WNT | Ceratizit Pro Cycling ‏ WNT | Ceratizit Pro Cycling ‏ WNT |
| -------------------------- | -------------------------- | -------------------------- |
| م                          | عداء                       | مرتبة                      |
| 61                         | ليزا برينور (طريق)         | 4                          |
| 62                         | Laura Asencio ‏             | لم يكمل السباق             |
| 63                         | ماريا جوليا كونفالونيري    | 22                         |
| 64                         | Marta Lach ‏                | 36                         |
| 65                         | Sarah Rijkes ‏              | لم يكمل السباق             |
| 66                         | Lara Vieceli ‏              | لم يكمل السباق             |

| كانيون–إس آر إيه إم ‏ CSR | كانيون–إس آر إيه إم ‏ CSR | كانيون–إس آر إيه إم ‏ CSR |
| ------------------------ | ------------------------ | ------------------------ |
| م                        | عداء                     | مرتبة                    |
| 71                       | كاتارزينا نيفيادوما      | لم يكمل السباق           |
| 72                       | ألينا أمياليوسيك         | لم يكمل السباق           |
| 73                       | هانا بارنز               | 59                       |
| 74                       | Alice Barnes             | 26                       |
| 75                       | Elise Chabbey ‏           | 50                       |
| 76                       | تيفاني كرومويل           | 29                       |

| فريق سنويب للسيدات ‏ DSM | فريق سنويب للسيدات ‏ DSM | فريق سنويب للسيدات ‏ DSM |
| ----------------------- | ----------------------- | ----------------------- |
| م                       | عداء                    | مرتبة                   |
| 81                      | لورينا ويبيس            | لم يكمل السباق          |
| 82                      | سوزان أندرسن            | لم يكمل السباق          |
| 83                      | فايفر جورجي             | 58                      |
| 84                      | Megan Jastrab ‏          | لم يكمل السباق          |
| 85                      | فرانشيسكا كوش ‏          | 7                       |
| 86                      | فلورتجي ماكايج          | 33                      |

| FDJ–Suez ‏ FDJ | FDJ–Suez ‏ FDJ       | FDJ–Suez ‏ FDJ |
| ------------- | ------------------- | ------------- |
| م             | عداء                | مرتبة         |
| 91            | سيسيلي أوتوب لودفيغ | 16            |
| 92            | مارتا كافالي        | 9             |
| 93            | أوجيني دوفال        | 27            |
| 94            | Maëlle Grossetête ‏  | 60            |
| 95            | Marie Le Net ‏       | 38            |
| 96            | جادي فيل            | 41            |

| يو أي أيه تيم ‏ ALE | يو أي أيه تيم ‏ ALE  | يو أي أيه تيم ‏ ALE |
| ------------------ | ------------------- | ------------------ |
| م                  | عداء                | مرتبة              |
| 101                | مارتا باستيانيلي    | 5                  |
| 102                | مارلين رويسر (طريق) | لم يكمل السباق     |
| 103                | Maaike Boogaard ‏    | لم يكمل السباق     |
| 104                | يوجينة بوجاك (طريق) | 43                 |
| 105                | تاتيانا جوديرزو     | لم يكمل السباق     |

| Liv AlUla Jayco ‏ BEX | Liv AlUla Jayco ‏ BEX | Liv AlUla Jayco ‏ BEX |
| -------------------- | -------------------- | -------------------- |
| م                    | عداء                 | مرتبة                |
| 111                  | سارة روي (طريق)      | 23                   |
| 112                  | جيسيكا ألين          | لم يكمل السباق       |
| 113                  | Teniel Campbell ‏     | لم يكمل السباق       |
| 114                  | يانيكي إنسينغ        | لم يكمل السباق       |
| 115                  | جورجيا وليامز (طريق) | لم يكمل السباق       |

| باركهوتل فالكنبورغ ‏ PHV | باركهوتل فالكنبورغ ‏ PHV | باركهوتل فالكنبورغ ‏ PHV |
| ----------------------- | ----------------------- | ----------------------- |
| م                       | عداء                    | مرتبة                   |
| 121                     | Amber van der Hulst ‏    | 35                      |
| 122                     | Leonie Bos ‏             | لم يكمل السباق          |
| 123                     | Mischa Bredewold ‏       | لم يكمل السباق          |
| 124                     | فيمكا ماركوس            | 39                      |
| 125                     | Lieke Nooijen ‏          | لم يكمل السباق          |
| 126                     | كيرستي فان هافتن        | لم يكمل السباق          |

| EF Education–Tibco–SVB ‏ TIB | EF Education–Tibco–SVB ‏ TIB | EF Education–Tibco–SVB ‏ TIB |
| --------------------------- | --------------------------- | --------------------------- |
| م                           | عداء                        | مرتبة                       |
| 131                         | كريستين فولكنر              | لم يكمل السباق              |
| 132                         | Tanja Erath ‏                | لم يكمل السباق              |
| 133                         | Veronica Ewers ‏             | لم يكمل السباق              |
| 134                         | Nicole Frain ‏               | لم يكمل السباق              |
| 135                         | نينا كيسلر                  | 44                          |
| 136                         | لورين ستيفنز (طريق)         | لم يكمل السباق              |

| اركيا للسيدات ‏ ARK | اركيا للسيدات ‏ ARK       | اركيا للسيدات ‏ ARK |
| ------------------ | ------------------------ | ------------------ |
| م                  | عداء                     | مرتبة              |
| 141                | غلاديس فيرهلست ‏          | 55                 |
| 142                | بولين ألين               | لم يكمل السباق     |
| 143                | Lucie Jounier ‏           | 20                 |
| 144                | Cédrine Kerbaol ‏         | لم يكمل السباق     |
| 145                | Marie-Morgane Le Deunff ‏ | لم يكمل السباق     |
| 146                | Greta Richioud ‏          | لم يكمل السباق     |

| لوتو بيليسول للسيدات ‏ LSL | لوتو بيليسول للسيدات ‏ LSL | لوتو بيليسول للسيدات ‏ LSL |
| ------------------------- | ------------------------- | ------------------------- |
| م                         | عداء                      | مرتبة                     |
| 151                       | Jesse Vandenbulcke ‏       | 42                        |
| 152                       | Danique Braam ‏            | 40                        |
| 153                       | Alana Castrique ‏          | لم يكمل السباق            |
| 154                       | Abby-Mae Parkinson ‏       | 61                        |
| 155                       | Silke Smulders ‏           | 45                        |
| 156                       | Elise vander Sande‏        | لم يكمل السباق            |

| إن إكس تي جي ريسينغ ‏ NXG | إن إكس تي جي ريسينغ ‏ NXG | إن إكس تي جي ريسينغ ‏ NXG |
| ------------------------ | ------------------------ | ------------------------ |
| م                        | عداء                     | مرتبة                    |
| 161                      | Britt Knaven ‏            | لم يكمل السباق           |
| 162                      | Shari Bossuyt ‏           | 37                       |
| 163                      | Mylène de Zoete ‏         | 54                       |
| 164                      | Charlotte Kool ‏          | لم يكمل السباق           |
| 165                      | Ilse Pluimers ‏           | لم يكمل السباق           |
| 166                      | Maud Rijnbeek ‏           | 31                       |

| دروبز ‏ DRP | دروبز ‏ DRP               | دروبز ‏ DRP     |
| ---------- | ------------------------ | -------------- |
| م          | عداء                     | مرتبة          |
| 171        | ماريا مارتينز (طريق)     | 19             |
| 172        | Elizabeth Bennett‏        | لم يكمل السباق |
| 173        | إميلي موبيرج             | لم يكمل السباق |
| 174        | Sara Penton ‏             | 47             |
| 175        | Maike van der Duin ‏      | لم يكمل السباق |
| 176        | Marjolein van 't Geloof ‏ | 13             |

| بيبينك ‏ BPK | بيبينك ‏ BPK         | بيبينك ‏ BPK    |
| ----------- | ------------------- | -------------- |
| م           | عداء                | مرتبة          |
| 181         | Camilla Alessio ‏    | لم يكمل السباق |
| 182         | Henrietta Christie ‏ | لم يكمل السباق |
| 183         | Lara Crestanello ‏   | لم يكمل السباق |
| 184         | Markéta Hájková ‏    | لم يكمل السباق |
| 185         | Nora Jenčušová ‏     | لم يكمل السباق |

| شارينت ماريتايم سيلينج للسيدات ‏ CMW | شارينت ماريتايم سيلينج للسيدات ‏ CMW | شارينت ماريتايم سيلينج للسيدات ‏ CMW |
| ----------------------------------- | ----------------------------------- | ----------------------------------- |
| م                                   | عداء                                | مرتبة                               |
| 191                                 | India Grangier ‏                     | لم يكمل السباق                      |
| 192                                 | Marion Colard‏                       | لم يكمل السباق                      |
| 193                                 | Arianna Pruisscher ‏                 | لم يكمل السباق                      |
| 194                                 | Noemi Rüegg ‏                        | لم يكمل السباق                      |
| 195                                 | Manon Souyris ‏                      | لم يكمل السباق                      |
| 196                                 | Maëva Squiban ‏                      | لم يكمل السباق                      |

| تيم كوب هايتك بوردكتس ‏ HPU | تيم كوب هايتك بوردكتس ‏ HPU | تيم كوب هايتك بوردكتس ‏ HPU |
| -------------------------- | -------------------------- | -------------------------- |
| م                          | عداء                       | مرتبة                      |
| 201                        | Emma Boogaard ‏             | لم يكمل السباق             |
| 202                        | ميكي كروجر                 | لم يكمل السباق             |
| 203                        | Pernille Feldmann ‏         | لم يكمل السباق             |
| 204                        | Josie Nelson ‏              | لم يكمل السباق             |
| 205                        | Amalie Lutro ‏              | لم يكمل السباق             |
| 206                        | Nora Tveit ‏                | لم يكمل السباق             |

| دولتشيني فان إيك بروكسيموس ‏ DVE | دولتشيني فان إيك بروكسيموس ‏ DVE | دولتشيني فان إيك بروكسيموس ‏ DVE |
| ------------------------------- | ------------------------------- | ------------------------------- |
| م                               | عداء                            | مرتبة                           |
| 211                             | Kathrin Schweinberger ‏ (طريق)   | لم يكمل السباق                  |
| 212                             | Mieke Docx ‏                     | لم يكمل السباق                  |
| 213                             | Minke Bakker‏                    | لم يكمل السباق                  |
| 214                             | Christina Schweinberger ‏        | لم يكمل السباق                  |
| 215                             | Nicole Steigenga ‏               | 48                              |
| 216                             | Fien van Eynde ‏                 | لم يكمل السباق                  |

| فالكار سيلانس ‏ VAL | فالكار سيلانس ‏ VAL   | فالكار سيلانس ‏ VAL |
| ------------------ | -------------------- | ------------------ |
| م                  | عداء                 | مرتبة              |
| 1                  | إليسا بالسامو (طريق) | 57                 |
| 2                  | كيارا كونسوني        | 30                 |
| 3                  | Vittoria Guazzini ‏   | لم يكمل السباق     |
| 4                  | إيلينا بيروني        | لم يكمل السباق     |
| 5                  | Ilaria Sanguineti ‏   | لم يكمل السباق     |
| 6                  | Margaux Vigié ‏       | 51                 |

| Lidl–Trek (women's team) ‏ TFS | Lidl–Trek (women's team) ‏ TFS | Lidl–Trek (women's team) ‏ TFS |
| ----------------------------- | ----------------------------- | ----------------------------- |
| م                             | عداء                          | مرتبة                         |
| 11                            | Ellen van Dijk                | 32                            |
| 12                            | Audrey Cordon-Ragot           | 8                             |
| 13                            | Lizzie Deignan                | 1                             |
| 14                            | Lauretta Hanson ‏              | 52                            |
| 15                            | إليسا ونغو بورغيني (طريق)     | 3                             |
| 16                            | تريكسي ووراك                  | لم يكمل السباق                |

| جامبو فيسما للسيدات ‏ TJV | جامبو فيسما للسيدات ‏ TJV | جامبو فيسما للسيدات ‏ TJV |
| ------------------------ | ------------------------ | ------------------------ |
| م                        | عداء                     | مرتبة                    |
| 21                       | ماريان فوس               | 2                        |
| 22                       | Teuntje Beekhuis ‏        | 17                       |
| 23                       | آنا هندرسون              | 28                       |
| 24                       | رومي كاسبر               | 18                       |
| 25                       | ريجان ماركوس             | 34                       |
| 26                       | Jip van den Bos ‏         | لم يكمل السباق           |

| إس دي وركس ‏ SDW | إس دي وركس ‏ SDW             | إس دي وركس ‏ SDW |
| --------------- | --------------------------- | --------------- |
| م               | عداء                        | مرتبة           |
| 31              | Chantal van den Broek-Blaak | 10              |
| 32              | إيلينا سيتشيني              | 25              |
| 33              | جولين ديهور                 | لم يكمل السباق  |
| 34              | كريستين ماجروس (طريق)       | 11              |
| 35              | ايمي بيترز (طريق)           | 14              |
| 36              | Lonneke Uneken ‏             | 53              |

| ليف ريسينغ ‏ LIV | ليف ريسينغ ‏ LIV    | ليف ريسينغ ‏ LIV |
| --------------- | ------------------ | --------------- |
| م               | عداء               | مرتبة           |
| 41              | لوت كوبيكي (طريق)  | 15              |
| 42              | Valerie Demey ‏     | 56              |
| 43              | أليسون جاكسون      | 24              |
| 44              | Jeanne Korevaar ‏   | لم يكمل السباق  |
| 45              | Evy Kuijpers ‏      | لم يكمل السباق  |
| 46              | Sabrina Stultiens ‏ | لم يكمل السباق  |

| موفيستار للسيدات ‏ MOV | موفيستار للسيدات ‏ MOV    | موفيستار للسيدات ‏ MOV |
| --------------------- | ------------------------ | --------------------- |
| م                     | عداء                     | مرتبة                 |
| 51                    | أنيميك فان فليوتن (طريق) | لم يكمل السباق        |
| 52                    | أود بيانيك               | 21                    |
| 53                    | باربرا جوارشي            | 49                    |
| 54                    | شيلا جوتيريز             | 46                    |
| 55                    | Emma Norsgaard           | 6                     |
| 56                    | ليا توماس                | 12                    |

| Ceratizit Pro Cycling ‏ WNT | Ceratizit Pro Cycling ‏ WNT | Ceratizit Pro Cycling ‏ WNT |
| -------------------------- | -------------------------- | -------------------------- |
| م                          | عداء                       | مرتبة                      |
| 61                         | ليزا برينور (طريق)         | 4                          |
| 62                         | Laura Asencio ‏             | لم يكمل السباق             |
| 63                         | ماريا جوليا كونفالونيري    | 22                         |
| 64                         | Marta Lach ‏                | 36                         |
| 65                         | Sarah Rijkes ‏              | لم يكمل السباق             |
| 66                         | Lara Vieceli ‏              | لم يكمل السباق             |

| كانيون–إس آر إيه إم ‏ CSR | كانيون–إس آر إيه إم ‏ CSR | كانيون–إس آر إيه إم ‏ CSR |
| ------------------------ | ------------------------ | ------------------------ |
| م                        | عداء                     | مرتبة                    |
| 71                       | كاتارزينا نيفيادوما      | لم يكمل السباق           |
| 72                       | ألينا أمياليوسيك         | لم يكمل السباق           |
| 73                       | هانا بارنز               | 59                       |
| 74                       | Alice Barnes             | 26                       |
| 75                       | Elise Chabbey ‏           | 50                       |
| 76                       | تيفاني كرومويل           | 29                       |

| فريق سنويب للسيدات ‏ DSM | فريق سنويب للسيدات ‏ DSM | فريق سنويب للسيدات ‏ DSM |
| ----------------------- | ----------------------- | ----------------------- |
| م                       | عداء                    | مرتبة                   |
| 81                      | لورينا ويبيس            | لم يكمل السباق          |
| 82                      | سوزان أندرسن            | لم يكمل السباق          |
| 83                      | فايفر جورجي             | 58                      |
| 84                      | Megan Jastrab ‏          | لم يكمل السباق          |
| 85                      | فرانشيسكا كوش ‏          | 7                       |
| 86                      | فلورتجي ماكايج          | 33                      |

| FDJ–Suez ‏ FDJ | FDJ–Suez ‏ FDJ       | FDJ–Suez ‏ FDJ |
| ------------- | ------------------- | ------------- |
| م             | عداء                | مرتبة         |
| 91            | سيسيلي أوتوب لودفيغ | 16            |
| 92            | مارتا كافالي        | 9             |
| 93            | أوجيني دوفال        | 27            |
| 94            | Maëlle Grossetête ‏  | 60            |
| 95            | Marie Le Net ‏       | 38            |
| 96            | جادي فيل            | 41            |

| يو أي أيه تيم ‏ ALE | يو أي أيه تيم ‏ ALE  | يو أي أيه تيم ‏ ALE |
| ------------------ | ------------------- | ------------------ |
| م                  | عداء                | مرتبة              |
| 101                | مارتا باستيانيلي    | 5                  |
| 102                | مارلين رويسر (طريق) | لم يكمل السباق     |
| 103                | Maaike Boogaard ‏    | لم يكمل السباق     |
| 104                | يوجينة بوجاك (طريق) | 43                 |
| 105                | تاتيانا جوديرزو     | لم يكمل السباق     |

| Liv AlUla Jayco ‏ BEX | Liv AlUla Jayco ‏ BEX | Liv AlUla Jayco ‏ BEX |
| -------------------- | -------------------- | -------------------- |
| م                    | عداء                 | مرتبة                |
| 111                  | سارة روي (طريق)      | 23                   |
| 112                  | جيسيكا ألين          | لم يكمل السباق       |
| 113                  | Teniel Campbell ‏     | لم يكمل السباق       |
| 114                  | يانيكي إنسينغ        | لم يكمل السباق       |
| 115                  | جورجيا وليامز (طريق) | لم يكمل السباق       |

| باركهوتل فالكنبورغ ‏ PHV | باركهوتل فالكنبورغ ‏ PHV | باركهوتل فالكنبورغ ‏ PHV |
| ----------------------- | ----------------------- | ----------------------- |
| م                       | عداء                    | مرتبة                   |
| 121                     | Amber van der Hulst ‏    | 35                      |
| 122                     | Leonie Bos ‏             | لم يكمل السباق          |
| 123                     | Mischa Bredewold ‏       | لم يكمل السباق          |
| 124                     | فيمكا ماركوس            | 39                      |
| 125                     | Lieke Nooijen ‏          | لم يكمل السباق          |
| 126                     | كيرستي فان هافتن        | لم يكمل السباق          |

| EF Education–Tibco–SVB ‏ TIB | EF Education–Tibco–SVB ‏ TIB | EF Education–Tibco–SVB ‏ TIB |
| --------------------------- | --------------------------- | --------------------------- |
| م                           | عداء                        | مرتبة                       |
| 131                         | كريستين فولكنر              | لم يكمل السباق              |
| 132                         | Tanja Erath ‏                | لم يكمل السباق              |
| 133                         | Veronica Ewers ‏             | لم يكمل السباق              |
| 134                         | Nicole Frain ‏               | لم يكمل السباق              |
| 135                         | نينا كيسلر                  | 44                          |
| 136                         | لورين ستيفنز (طريق)         | لم يكمل السباق              |

| اركيا للسيدات ‏ ARK | اركيا للسيدات ‏ ARK       | اركيا للسيدات ‏ ARK |
| ------------------ | ------------------------ | ------------------ |
| م                  | عداء                     | مرتبة              |
| 141                | غلاديس فيرهلست ‏          | 55                 |
| 142                | بولين ألين               | لم يكمل السباق     |
| 143                | Lucie Jounier ‏           | 20                 |
| 144                | Cédrine Kerbaol ‏         | لم يكمل السباق     |
| 145                | Marie-Morgane Le Deunff ‏ | لم يكمل السباق     |
| 146                | Greta Richioud ‏          | لم يكمل السباق     |

| لوتو بيليسول للسيدات ‏ LSL | لوتو بيليسول للسيدات ‏ LSL | لوتو بيليسول للسيدات ‏ LSL |
| ------------------------- | ------------------------- | ------------------------- |
| م                         | عداء                      | مرتبة                     |
| 151                       | Jesse Vandenbulcke ‏       | 42                        |
| 152                       | Danique Braam ‏            | 40                        |
| 153                       | Alana Castrique ‏          | لم يكمل السباق            |
| 154                       | Abby-Mae Parkinson ‏       | 61                        |
| 155                       | Silke Smulders ‏           | 45                        |
| 156                       | Elise vander Sande‏        | لم يكمل السباق            |

| إن إكس تي جي ريسينغ ‏ NXG | إن إكس تي جي ريسينغ ‏ NXG | إن إكس تي جي ريسينغ ‏ NXG |
| ------------------------ | ------------------------ | ------------------------ |
| م                        | عداء                     | مرتبة                    |
| 161                      | Britt Knaven ‏            | لم يكمل السباق           |
| 162                      | Shari Bossuyt ‏           | 37                       |
| 163                      | Mylène de Zoete ‏         | 54                       |
| 164                      | Charlotte Kool ‏          | لم يكمل السباق           |
| 165                      | Ilse Pluimers ‏           | لم يكمل السباق           |
| 166                      | Maud Rijnbeek ‏           | 31                       |

| دروبز ‏ DRP | دروبز ‏ DRP               | دروبز ‏ DRP     |
| ---------- | ------------------------ | -------------- |
| م          | عداء                     | مرتبة          |
| 171        | ماريا مارتينز (طريق)     | 19             |
| 172        | Elizabeth Bennett‏        | لم يكمل السباق |
| 173        | إميلي موبيرج             | لم يكمل السباق |
| 174        | Sara Penton ‏             | 47             |
| 175        | Maike van der Duin ‏      | لم يكمل السباق |
| 176        | Marjolein van 't Geloof ‏ | 13             |

| بيبينك ‏ BPK | بيبينك ‏ BPK         | بيبينك ‏ BPK    |
| ----------- | ------------------- | -------------- |
| م           | عداء                | مرتبة          |
| 181         | Camilla Alessio ‏    | لم يكمل السباق |
| 182         | Henrietta Christie ‏ | لم يكمل السباق |
| 183         | Lara Crestanello ‏   | لم يكمل السباق |
| 184         | Markéta Hájková ‏    | لم يكمل السباق |
| 185         | Nora Jenčušová ‏     | لم يكمل السباق |

| شارينت ماريتايم سيلينج للسيدات ‏ CMW | شارينت ماريتايم سيلينج للسيدات ‏ CMW | شارينت ماريتايم سيلينج للسيدات ‏ CMW |
| ----------------------------------- | ----------------------------------- | ----------------------------------- |
| م                                   | عداء                                | مرتبة                               |
| 191                                 | India Grangier ‏                     | لم يكمل السباق                      |
| 192                                 | Marion Colard‏                       | لم يكمل السباق                      |
| 193                                 | Arianna Pruisscher ‏                 | لم يكمل السباق                      |
| 194                                 | Noemi Rüegg ‏                        | لم يكمل السباق                      |
| 195                                 | Manon Souyris ‏                      | لم يكمل السباق                      |
| 196                                 | Maëva Squiban ‏                      | لم يكمل السباق                      |

| تيم كوب هايتك بوردكتس ‏ HPU | تيم كوب هايتك بوردكتس ‏ HPU | تيم كوب هايتك بوردكتس ‏ HPU |
| -------------------------- | -------------------------- | -------------------------- |
| م                          | عداء                       | مرتبة                      |
| 201                        | Emma Boogaard ‏             | لم يكمل السباق             |
| 202                        | ميكي كروجر                 | لم يكمل السباق             |
| 203                        | Pernille Feldmann ‏         | لم يكمل السباق             |
| 204                        | Josie Nelson ‏              | لم يكمل السباق             |
| 205                        | Amalie Lutro ‏              | لم يكمل السباق             |
| 206                        | Nora Tveit ‏                | لم يكمل السباق             |

| دولتشيني فان إيك بروكسيموس ‏ DVE | دولتشيني فان إيك بروكسيموس ‏ DVE | دولتشيني فان إيك بروكسيموس ‏ DVE |
| ------------------------------- | ------------------------------- | ------------------------------- |
| م                               | عداء                            | مرتبة                           |
| 211                             | Kathrin Schweinberger ‏ (طريق)   | لم يكمل السباق                  |
| 212                             | Mieke Docx ‏                     | لم يكمل السباق                  |
| 213                             | Minke Bakker‏                    | لم يكمل السباق                  |
| 214                             | Christina Schweinberger ‏        | لم يكمل السباق                  |
| 215                             | Nicole Steigenga ‏               | 48                              |
| 216                             | Fien van Eynde ‏                 | لم يكمل السباق                  |

## التصنيف العام النهائي
| التصنيف العام         | التصنيف العام               | التصنيف العام   | التصنيف العام                      | التصنيف العام |
| العداء                | العداء                      | البلد           | الفريق                             | الوقت         |
| --------------------- | --------------------------- | --------------- | ---------------------------------- | ------------- |
| 1                     | Lizzie Deignan              | المملكة المتحدة | Trek-Segafredo                     | 2 س 56 د 07 ث |
| 2                     | ماريان فوس                  | هولندا          | Jumbo-Visma                        | + 1 د 17 ث    |
| 3                     | إليسا ونغو بورغيني          | إيطاليا         | Trek-Segafredo                     | + 1 د 47 ث    |
| 4                     | ليزا برينور                 | ألمانيا         | Ceratizit-WNT                      | + 1 د 51 ث    |
| 5                     | مارتا باستيانيلي            | إيطاليا         | Alé BTC Ljubljana                  | + 2 د 10 ث    |
| 6                     | Emma Norsgaard              | الدنمارك        | Movistar Women                     | + 2 د 10 ث    |
| 7                     | فرانشيسكا كوش ‏              | ألمانيا         | Team DSM                           | + 2 د 10 ث    |
| 8                     | Audrey Cordon-Ragot         | فرنسا           | Trek-Segafredo                     | + 2 د 10 ث    |
| 9                     | مارتا كافالي                | إيطاليا         | FDJ-Nouvelle Aquitaine-Futuroscope | + 2 د 10 ث    |
| 10                    | Chantal van den Broek-Blaak | هولندا          | SD Worx                            | + 2 د 10 ث    |
| مصدر: ProCyclingStats |                             |                 |                                    |               |

### تصنيف النقاط
| تصنيف النقاط          | تصنيف النقاط                | تصنيف النقاط | تصنيف النقاط                       | تصنيف النقاط |
| العداء                | العداء                      | البلد        | الفريق                             | النقاط       |
| --------------------- | --------------------------- | ------------ | ---------------------------------- | ------------ |
| 1                     | أنيميك فان فليوتن           | هولندا       | Movistar Women                     | 3177 نقطة    |
| 2                     | إليسا ونغو بورغيني          | إيطاليا      | Trek-Segafredo                     | 2509 نقطة    |
| 3                     | ماريان فوس                  | هولندا       | Jumbo-Visma                        | 2477 نقطة    |
| 4                     | ديمي فوليرينغ               | هولندا       | SD Worx                            | 2067 نقطة    |
| 5                     | سيسيلي أوتوب لودفيغ         | الدنمارك     | FDJ-Nouvelle Aquitaine-Futuroscope | 1692 نقطة    |
| 6                     | أنا فان دير بريغين          | هولندا       | SD Worx                            | 1640 نقطة    |
| 7                     | Katarzyna Niewiadoma        | بولندا       | Canyon-SRAM Racing                 | 1463 نقطة    |
| 8                     | مارلين رويسر                | سويسرا       | Alé BTC Ljubljana                  | 1275 نقطة    |
| 9                     | غريس براون                  | أستراليا     | Team BikeExchange                  | 1066 نقطة    |
| 10                    | Chantal van den Broek-Blaak | هولندا       | SD Worx                            | 1001 نقطة    |
| مصدر: ProCyclingStats |                             |              |                                    |              |

## تصنيف الفرق

### الفرق حسب النقاط
| ترتيب الفرق حسب النقاط | ترتيب الفرق حسب النقاط             | ترتيب الفرق حسب النقاط | ترتيب الفرق حسب النقاط |
| الفريق                 | الفريق                             | البلد                  | النقاط                 |
| ---------------------- | ---------------------------------- | ---------------------- | ---------------------- |
| 1                      | SD Worx                            | هولندا                 | 7218 نقطة              |
| 2                      | Trek-Segafredo                     | الولايات المتحدة       | 5057 نقطة              |
| 3                      | Movistar Women                     | إسبانيا                | 4666 نقطة              |
| 4                      | FDJ-Nouvelle Aquitaine-Futuroscope | فرنسا                  | 3573 نقطة              |
| 5                      | Jumbo-Visma                        | هولندا                 | 3259 نقطة              |
| 6                      | Alé BTC Ljubljana                  | إيطاليا                | 3180 نقطة              |
| 7                      | Liv Racing                         | هولندا                 | 3063 نقطة              |
| 8                      | Canyon-SRAM Racing                 | ألمانيا                | 2829 نقطة              |
| 9                      | Team BikeExchange                  | أستراليا               | 2158 نقطة              |
| 10                     | Team DSM                           | ألمانيا                | 1944 نقطة              |
| مصدر: ProCyclingStats  |                                    |                        |                        |

## تصانيف فرعية

### تصنيف أفضل شاب
| تصنيف أفضل شاب        | تصنيف أفضل شاب      | تصنيف أفضل شاب  | تصنيف أفضل شاب                     | تصنيف أفضل شاب |
| العداء                | العداء              | البلد           | الفريق                             | الوقت          |
| --------------------- | ------------------- | --------------- | ---------------------------------- | -------------- |
| 1                     | Niamh Fisher-Black ‏ | نيوزيلندا       | SD Worx                            |                |
| 2                     | Évita Muzic ‏        | فرنسا           | FDJ-Nouvelle Aquitaine-Futuroscope |                |
| 3                     | Maria Novolodskaya ‏ | روسيا           | A.R. Monex Women's                 |                |
| 4                     | فرانشيسكا كوش ‏      | ألمانيا         | Team DSM                           |                |
| 5                     | Anna Shackley ‏      | المملكة المتحدة | SD Worx                            |                |
| 6                     | Blanka Vas ‏         | المجر           | SD Worx                            |                |
| 7                     | فايفر جورجي         | المملكة المتحدة | Team DSM                           |                |
| 8                     | Sarah Gigante ‏      | أستراليا        | Tibco-Silicon Valley Bank          |                |
| 9                     | Vittoria Guazzini ‏  | إيطاليا         | Valcar Travel & Service            |                |
| 10                    | Emma Norsgaard      | الدنمارك        | Movistar Women                     |                |
| مصدر: ProCyclingStats |                     |                 |                                    |                |

## وصلات خارجية
- الموقع الرسمي
- لمحة عن سباق باريس روبيه للسيدات 2021 على موقع  ProCyclingStats   (برو  سايكلنج  ستاتس) - إحصاءات  محترفي  الدراجات.
- باريس روبيه للسيدات 2021 على موقع إحصائيات الدراجات الإحترافية (الإنجليزية)